# San Lorenzo, Corrientes
San Lorenzo är en ort i Argentina.   Den ligger i provinsen Corrientes, i den nordöstra delen av landet, 700 km norr om huvudstaden Buenos Aires. San Lorenzo ligger 64 meter över havet och antalet invånare är 47 626.
Terrängen runt San Lorenzo är mycket platt. San Lorenzo är det största samhället i trakten.
Trakten runt San Lorenzo består i huvudsak av gräsmarker. Runt San Lorenzo är det glesbefolkat, med 12 invånare per kvadratkilometer.